# Högholm (Lumparland)
Högholm är en ö i Åland (Finland). Den ligger i Skärgårdshavet och i kommunen Lumparland i landskapet Åland, i den sydvästra delen av landet. Ön ligger omkring 15 kilometer öster om Mariehamn och omkring 260 kilometer väster om Helsingfors.
Öns area är 5 hektar och dess största längd är 300 meter i öst-västlig riktning.